# Niwa (obwód wołogodzki)
Niwa (ros. Нива) – wieś w Rosji, w rejonie kiczmiengsko-gorodieckim obwodu wołogodzkiego. W 2010 r. liczyła 7 mieszkańców.